# IC 43
IC 43 je spirální galaxie v souhvězdí Andromedy. Její zdánlivá jasnost je 13,3m a úhlová velikost 1,5′ × 1,2′. Galaxie IC 43 se nachází ve vzdálenosti přibližně 224 milionů světelných let od Země, což odpovídá průměrnému průměru galaxie kolem 105 000 světelných let. Tuto galaxii objevil francouzský astronom Guillaume Bigourdan dne 15. listopadu 1889.
IC 43 je typická spirální galaxie s dobře definovanými rameny, která obsahují aktivní oblasti hvězdné tvorby. Struktura galaxie naznačuje přítomnost starších hvězd v jádru a mladších, masivnějších hvězd v jejích ramenech. Díky své relativní vzdálenosti a velikosti je IC 43 předmětem zájmu astronomů při studiu dynamiky spiralních galaxií a procesů hvězdné tvorby.
V galaxii IC 43 byly zaznamenány dvě supernovy: SN 1973U typu II a SN 2015ag typu-Ic. Supernova typu II vzniká kolapsem jádra masivní hvězdy po vyčerpání jejího jaderného paliva, zatímco supernova typu Ic je výsledkem výbuchu hvězdy, která ztratila své vnější vrstvy vodíku a hélia, často v důsledku silných větrů nebo interakce s blízkým partnerem.
Studie těchto supernov poskytují cenné informace o životním cyklu hvězd a chemické evoluci galaxie. Analýza světla emitovaného při těchto výbuších umožňuje astronomům lépe porozumět složení a fyzikálním podmínkám v různých částech IC 43.
IC 43 je také zajímavá pro svou interakci s okolními objekty a možným vlivem na dynamiku galaxie. Další výzkumy a pozorování mohou přinést nové poznatky o jejím vývoji a místě ve vesmíru.